# Naurańskie odznaczenia

## Nauru
| Baretka    | Nazwa polska                                                                        | Nazwa angielska                                                      |
| ---------- | ----------------------------------------------------------------------------------- | -------------------------------------------------------------------- |
| w przygot. | Order Nauru                                                                         | Order of Nauru                                                       |
| w przygot. | Medal Lojalnej Służby w Administracji Nauru                                         | Nauru Administration Loyal Service Medal                             |
| w przygot. | Medal 25-lecia Niepodległości Nauru                                                 | Nauru 25th Independence Anniversary Medal                            |
| w przygot. | Medal Partnerskiego Wprowadzaniu Prawa Międzynarodowego (Naurańskie Siły Policyjne) | International Law Enforcement Partnership Medal (Nauru Police Force) |